# Grand Isle (parroquia de Jefferson, Luisiana)
Grand Isle es un pueblo ubicado en la isla barrera del mismo nombre, en la parroquia de Jefferson en el estado estadounidense de Luisiana. En el Censo de 2010 tenía una población de 1296 habitantes y una densidad poblacional de 61,22 personas por km².

## Geografía
Grand Isle se encuentra ubicado en las coordenadas 29°12′46″N 90°1′45″O / 29.21278, -90.02917. Según la Oficina del Censo de los Estados Unidos, Grand Isle tiene una superficie total de 21.17 km², de la cual 16.59 km² corresponden a tierra firme y (21.64%) 4.58 km² es agua.

## Demografía
Según el censo de 2010, había 1296 personas residiendo en Grand Isle. La densidad de población era de 61,22 hab./km². De los 1296 habitantes, Grand Isle estaba compuesto por el 93.67% blancos, el 0.85% eran afroamericanos, el 2.16% eran amerindios, el 0.15% eran asiáticos, el 0% eran isleños del Pacífico, el 1.08% eran de otras razas y el 2.08% pertenecían a dos o más razas. Del total de la población el 3.94% eran hispanos o latinos de cualquier raza.